# Émile Planchard
Émile Planchard (Juseret,  Luxemburgo (Bélgica), 2 de abril de 1905 - 1990) foi um pedagogo belga radicado em Portugal.
Emile Planchard doutorou-se, em 1929, pela Universidade Católica de Lovaina, com uma tese no ramo da Psicologia.

## Actividade
A partir de 1937 foi professor da Secção de Ciências Pedagógicas da Faculdade de Letras da Universidade de Coimbra, onde exerceu uma ação notável no ensino da pedagogia e da psicologia escolar.
Foi o grande divulgador, em Portugal, das modernas correntes da educação (a chamada Escola Nova ou escola ativa, preconizados por pedagogos como Émile Durkheim) e dos aspetos científicos da educação.

## Homenagem
Devido à sua importância como pedagogo, existe uma rua com seu nome em Coimbra, na freguesia de Santa Clara.

## Obras
- Études de pédagogie universitaire. Coimbra: Universidade de Coimbra, 1956
- La pédagogie scolaire contemporaine. Coimbra: Coimbra Editora, 1954
- A pedagogia escolar contemporânea
- A investigação pedagógica
- Iniciação à técnica dos testes
- Introdução à pedagogia